# Yuto Shirai
Yuto Shirai (白井 裕人 Shirai Yūto?, nacido el 19 de junio de 1988 en Kashiwa, Chiba) es un futbolista japonés que se desempeña como guardameta.

## Trayectoria

### Clubes
| Club                | País  | Año         |
| ------------------- | ----- | ----------- |
| Matsumoto Yamaga FC | Japón | 2011 - 2016 |
| Zweigen Kanazawa    | Japón | 2017 -      |

## Estadística de carrera

### J. League
| Club                | Año   | J. League | J. League | Copa J. League | Copa J. League | Total | Total |
| Club                | Año   | Part.     | Goles     | Part.          | Goles          | Part. | Goles |
| ------------------- | ----- | --------- | --------- | -------------- | -------------- | ----- | ----- |
| Matsumoto Yamaga FC | 2012  | 14        | 0         | -              | -              | 14    | 0     |
| Matsumoto Yamaga FC | 2013  | 27        | 0         | -              | -              | 27    | 0     |
| Matsumoto Yamaga FC | 2014  | 0         | 0         | -              | -              | 0     | 0     |
| Matsumoto Yamaga FC | 2015  | 1         | 0         | 1              | 0              | 2     | 0     |
| Matsumoto Yamaga FC | 2016  | 1         | 0         | -              | -              | 1     | 0     |
| Zweigen Kanazawa    | 2017  | 42        | 0         | -              | -              | 42    | 0     |
| Total               | Total | 85        | 0         | 1              | 0              | 86    | 0     |